# Philippe Carrer
Philippe Carrer est médecin, psychiatre et spécialiste de la civilisation bretonne, né en 1928 à Rennes et mort le 11 mars 2023 à Rédené. Il s'intéresse plus particulièrement à l'ethnopsychiatrie appliquée à la Bretagne. Il s'intéresse également à l'histoire de la Bretagne.

## Biographie
Il commence sa carrière de médecin psychiatre à Plouguernével. Il exerce ensuite à Rouen avant de créer en 1974 le service de psychiatrie de l'hôpital de Quimperlé.
Dans les années 1980, il préside la "Société bretonne d'ethnopsychiatrie", qu'il a fondée. À la même époque, il est également responsable de la section "anthropologie médicale" de l'Institut culturel de Bretagne.
Il meurt le 11 mars 2023 à Rédené (Finistère).

## Ouvrages
- Le matriarcat psychologique des Bretons, Payot, 1983
- Œdipe en Bretagne : essai d'ethnopsychiatrie, Toulouse, Privat, 1986[3].
- Permanence de la langue bretonne ; de la linguistique à la psychanalyse. Institut culturel de Bretagne, 1986[3].
- L'enfant breton et ses images parentales, Institut culturel de Bretagne, 1987[3]
- Louis de Plélo, une folle aventure au siècle des Lumières, Coop Breizh, 1997
- L'envers du décor : essais d'ethnopsychiatrie en Bretagne et autres terres celtes, Coop Breizh, 1999
- Ermengarde d'Anjou, l'autre duchesse de Bretagne, Coop Breizh, 2003
- La Bretagne et la guerre d'Indépendance américaine, Les Portes du Large, 2005
- Ethnopsychiatrie en Bretagne, nouvelles études, Coop Breizh, 2007 ; réédition semi-poche Coop Breizh, 2011
- Kemperle Quimperlé, 3 emblèmes pour 3 rivières, Yoran Embanner, 2010
- Folies et déraisons en Bretagne d'antan, Coop Breizh, 2012
- Pour l'amour d'Anne Kervour, Skol Vreizh, 2021  (ISBN 978-2-36758-111-8)[4]